# Ornithothoraces
Ornithothoraces é um clado de aves que inclui os Enantiornithes e as aves modernas. O termo refere-se ao tórax das aves, altamente derivado que garantiu as aves modernas uma capacidade de voo superior quando comparado as aves mais primitivas. Esta anatomia inclui os coracoides alongados, o esterno grande e em forma de quilha, e uma junta glenoide modificada nos ombros, associado com uma caixa torácica dorsal semirrígida.
O membro mais basal deste grupo é o Protopteryx fengningensis, do membro Sichakou da formação Huajiying da China, de há cerca de 131 milhões de anos, embora ao menos outro Enanthionithes, Noguerornis, pode ser ainda mais antigo, com cerca de 145.5 milhões de anos, apesar de sua idade exata ser incerta.

## Definição
Em classificações antigas, os membros ancestrais com dentes eram agrupados na superordem Odontognathae, que junto com a paleognathae e Neognathae formavam a Neornithes. Em 1994, Chiappe e Calvo criaram uma nova definição filogenética de Ornithothoraces como o ancestral comum de Iberomesornis romerali e as aves viventes, mais todos os eus descendentes. Esta definição foi seguida por Chiappe em 1996.